# Атолл Андерсон
Атолл Джон Андерсон (англ. Atholl John Anderson; нар. 1943) — новозеландський археолог, антрополог та орнітолог, який працював у Новій Зеландії та на островах Тихого океану.

## Раннє життя
Андерсон народився 1943 року в регіоні Таранакі. Походить з племені Нгаї Таху на острові Ракіурі. Виріс у Данідіні та Нельсоні. З 1958 по 1961 роки Андерсон навчався в коледжі Нельсона, і в 1960 і 1961 роках грав у шкільній хокейній команді.

## Освіта
Андерсон провів дослідження археологічних пам'яток у Тасмановій затоці, щоб здобути ступінь магістра з географії в Кентерберійському університеті, яку він здобув у 1966 році. Ця магістерська робота має назву «Місця проживання маорі в берегових відкладеннях навколо Тасманової затоки». Потім він отримав диплом педагога і в 1968 році став помічником директора школи в міті Карамеа в регіоніВест-Кост Південного острова. У 1970 році він розпочав ступінь магістра з антропології в Університеті Отаго, яку закінчив у 1973 році з відзнакою першого класу. Його дисертація була присвячена поведінці засобів до існування на півострові Блек-Рокс у затоці Паллісер, де він брав участь у дослідницькому археологічному проєкті Університету Отаго з 1969 по 1972 роки Він отримав стипендію Співдружності, яка дозволила йому поїхати до Кембриджського університету, де він провів польову роботу в північній Швеції та завершив свою докторську дисертацію «Доісторична конкуренція та економічні зміни в північній Швеції» в 1976 році.

## Кар'єра
У 1977 році почав викладати в Оклендському університеті. Наступного року він був призначений асистентом викладача кафедри антропології в Університеті Отаго. Він залишив Отаго в 1993 році, щоб зайняти кафедру доісторії в Австралійському національному університеті в Канберрі (Австралія).
Повернувшись до Отаго в 1978 році, Андерсон розпочав велику програму польових досліджень, яка називалася «Південні мисливці». Розкопки проводились у 20 місцях на півдні Нової Зеландії. Важливі місця розкопок були в Пуракаунуї, на острові Лі в озері Те-Анау та в гирлі річки Шаг. У центрі уваги багатьох розкопок були доісторична економіка, використання морського середовища та полювання на моа. У результаті Андерсон вивчив хронологію колонізації та повторно датував місця полювання на моа по всій Новій Зеландії, такі як Вайрау Бар і Хухора.
Після переїзду до Канберри в 1993 році Андерсон проводив польову роботу по всьому Тихому океану в рамках двох проєктів: Індо-Тихоокеанського колонізаційного проєкту та Азійського переддугового проєкту. Темами його робіт були послідовність заселення островів Тихого океану, міграція, розселення та плавання. Його інтереси до птахів, фауни та вимирання привели до того, що вимерлого фіджійського крокодила Volia athollandersoni назвали на його честь.
У 1998 році Андерсон продовжив свою роботу на півдні Нової Зеландії з проєктом «Південні мисливці». Дослідження показало, що подорожі полінезійців до приполярних регіонів (острови Чатем, Ракіура та Окленд) відбулися приблизно 700 років тому.
Андерсон пішов на пенсію в 2008 році й оселився зі сім'єю в долині Вайрау.

## Нагороди та відзнаки
- 1991. Член Королівського товариства Нової Зеландії[10][15]
- 1996. Стипендіат Австралійської академії гуманітарних наук[10]
- 1996. Дослідницька стипендія Джеймса Кука[16]
- 2001. Федеральна медаль Австралії за заслуги в археології[10]
- 2002. Член Товариства антикварів Лондона[10]
- 2002. Доктор наук, Кембриджський університет.[10]
- 2006. Компаньйон новозеландського ордена «За заслуги» за заслуги в антропології та археології.[17]
- 2015. Гуманітарна медаль Аронуї, Королівське товариство Нової Зеландії[18]
- 2016. Премія прем'єр-міністра за літературні досягнення
- 2019. Почесний доктор права, Університет Отаго[19]

## Вибрані видання
- Anderson, A., 1983. When all the moa ovens grew cold: nine centuries of changing fortune for the southern Māori. Dunedin [N.Z.]: Otago Heritage Books.
- Anderson, A., 1986. Te Puoho's last raid: the march from Golden Bay to Southland in 1836 and defeat at Tuturau. Dunedin [N.Z.]: Otago Heritage Books.
- Anderson, A., 1989. Prodigious birds: moas and moa-hunting in prehistoric New Zealand. Cambridge: Cambridge University Press. (Reprinted 2003)
- Anderson, A. 1998. The welcome of strangers: an ethnohistory of southern Maori A.D. 1650—1850. Dunedin, N.Z.: Otago University Press.
- Anderson Atholl, Judith Binney & Aroha Harris. 2015. Tangata whenua: a history. Wellington, New Zealand: Bridget Williams Books.